# النجدة! النجدة! (فلم 1912)
النجدة! النجدة! (بالإنجليزية: Help! Help!) هو فيلم صامت كوميدي أمريكي من إنتاج عام 1912، إخراج ماك سينيت. الفيلم من بطولة فريد ميس و‌مابل نورماند و‌دل هندرسون و‌إدوارد ديلون.

## روابط خارجية
- مقالات تستعمل روابط فنية بلا صلة مع ويكي بيانات